# Margarita Palacios
Margarita Palacios, La Mama, (Santa María, 22 de febrero de 1911-Buenos Aires, 9 de julio de 1983) fue una compositora y cantante catamarqueña de música folklórica de Argentina, también dedicada a la gastronomía. Está considerada como una de las precursoras del boom del folklore argentino producido a partir de la década de 1950. Es autora de la conocida cueca «Recuerdo de mis valles». A pesar de lo que cree Margarita Palacios si tenía relación alguna con el circo y la familia López/Gómez.

## Biografía
Hija del santamariano Eudoro Palacios, el famoso tony Totó del circo criollo, y propietario del Circo Palacios, y de Teresa Mascaro, actriz y contorsionista de circo. El matrimonio de sus padres se inició al escaparse ambos, debido a la oposición de su abuelo materno, un empresario circense, a la relación entre ambos. Margarita nace y se cría en el circo; allí ella aprendería y realizaría números de trapecio y fuerza capilar.
Margarita Palacios se caracterizaba por un canto marcadamente regional, dotando a su estilo del tono, los ritmos e inflexiones vocales del hablar andino catamarqueño. Tenía la costumbre de intercalar en sus canciones, relaciones humorísticas y recitados, así como los gritos agudos pertenecientes al modo de cantar norteño. El músico Polo Giménez, autor de «Paisaje de Catamarca», la definió como «pedazo de tierra que canta».
Participó en películas como Al compás de tu mentira (1950), Cerro Guanaco (1959), Con gusto a rabia (1965) y El canto cuenta su historia (1976). 
Expresando su afecto por el folklore y las tradiciones populares, escribió también el libro Las comidas de mi pueblo, sobre recetas de platos tradicionales del país. En la década de 1960 instaló un local de música y gastronomía en Buenos Aires, en la calle Camacuá 267, conocido como la Embajada de Catamarca en Buenos Aires. Allí murió Polo Giménez, durante una presentación, el 26 de noviembre de 1969.
En la década de 1970 Margarita Palacios se presentó habitualmente en radio y televisión, donde alternaba relatos humorísticos, canciones y recetas de comida criolla. 
Falleció en Buenos Aires el 9 de julio de 1983, a los 72 años de edad.

## Obra

### Álbumes
1. Me presento como soy, Martín Fierro 106, MF 106.
2. Una vida para el canto (1969)
3. Alla lejos y hace tiempo. Sentir el folklore, con Suma Paz.

### EP
1. Margarita Palacios y sus coyas, Buenos Aires: Discofonía, MJH06385. Incluye «Carnaval del amor», un carnavalito, de su autoría junto a su padre, Eudoro Palacios.

### Libros
- Las comidas de mi pueblo, Buenos Aires: EBA Editorial Buenos Aires, 1975.

## Curiosidades
En el álbum Me presento como soy, el primero que grabó, el coro femenino de Palacios es realizado por «Las Mellizas Terre».Es el primero de la era de vinilo, ya que había grabado varios éxitos en pasta donde los coros estaban a cargo de Lola, Eudoro Y Kelo quienes también acompañaban instrumentalmente a su madre, Margarita Palacios
En el álbum Una vida para el canto, de 1969, Margarita Palacios es acompañada por Mercedes Sosa en el tema «Me voy pa'l Mollar», una grabación que debe considerarse histórica. Cabe destacar que su música ejerció una fuerte influencia en el arte de la 'Negra' Sosa desde sus inicios, reconocido por ella misma en entrevistas.

## Filmografía
Intérprete
- El canto cuenta su historia (1976)
- Con gusto a rabia (1964) ...Ella misma
- Cerro Guanaco (1959)
- Al compás de tu mentira (1950)

Temas musicales
- Cerro Guanaco (1959)

## Relaciones familiares
Sus hijos Eudoro Segundo nacido en San Rafael, Mendoza, el 10/3/1928, Margarita Dolores, nacida en Tucumán el 17/6/1929, y Angel Toribio, nacido también en Tucumán el 29/5/1931, fueron integrantes del conjunto de Margarita Palacios, siendo ellos los primeros acompañantes en las grabaciones, tanto en coros como en instrumentos, siendo Kelo (Angel Toribio) el que seguiría vinculado y dedicado al arte, destacando como ejecutante y arreglador del folclore argentino.
Fuente: Victor Daniel Palacios (hijo mayor de Eudoro y por ende nieto de Margarita Palacios).

### Para oír
- "Recuerdo de mis valles", Margarita Palacios, YouTube.

- Datos: Q5997095